# X Games de Invierno Aspen 2018
La XII edición de los X Games de Invierno se celebró en Aspen (Estados Unidos) entre el 25 y el 28 de enero de 2018 bajo la organización de la empresa de televisión ESPN.
Se disputaron pruebas de esquí acrobático y snowboard.

## Medallistas de esquí acrobático

### Masculino
| Evento     | Oro                       | Plata                        | Bronce                             |
| ---------- | ------------------------- | ---------------------------- | ---------------------------------- |
| Big air    | Henrik Harlaut · Suecia   | Øystein Bråten · Noruega     | James Woods Reino Unido            |
| Slopestyle | Henrik Harlaut · Suecia   | Øystein Bråten · Noruega     | Andri Ragettli · Suiza             |
| Superpipe  | David Wise Estados Unidos | Alex Ferreira Estados Unidos | Torin Yater-Wallace Estados Unidos |

### Femenino
| Evento     | Oro                            | Plata                          | Bronce                         |
| ---------- | ------------------------------ | ------------------------------ | ------------------------------ |
| Big air    | Sarah Höfflin · Suiza          | Johanne Killi · Noruega        | Tess Ledeux Francia            |
| Slopestyle | Maggie Voisin Estados Unidos   | Isabel Atkin Reino Unido       | Jennie-Lee Burmansson · Suecia |
| Superpipe  | Maddison Bowman Estados Unidos | Brita Sigourney Estados Unidos | Cassie Sharpe · Canadá         |

## Medallistas de snowboard

### Masculino
| Evento     | Oro                        | Plata                      | Bronce                      |
| ---------- | -------------------------- | -------------------------- | --------------------------- |
| Big air    | Maxence Parrot · Canadá    | Marcus Kleveland · Noruega | Yuki Kadono Japón           |
| Slopestyle | Marcus Kleveland · Noruega | Darcy Sharpe · Canadá      | Mark McMorris · Canadá      |
| Superpipe  | Ayumu Hirano Japón         | Scott James Australia      | Ben Ferguson Estados Unidos |

### Femenino
| Evento     | Oro                           | Plata                       | Bronce                        |
| ---------- | ----------------------------- | --------------------------- | ----------------------------- |
| Big air    | Anna Gasser · Austria         | Reira Iwabuchi Japón        | Jamie Anderson Estados Unidos |
| Slopestyle | Jamie Anderson Estados Unidos | Julia Marino Estados Unidos | Enni Rukajärvi · Finlandia    |
| Superpipe  | Chloe Kim Estados Unidos      | Arielle Gold Estados Unidos | Maddie Mastro Estados Unidos  |